# Bistum Azul
Das Bistum Azul (lat.: Dioecesis Azulensis, span.: Diócesis de Azul) ist eine in Argentinien gelegene römisch-katholische Diözese. Sie liegt im Innern der Provinz Buenos Aires. Ihr Sitz ist die Stadt Azul.

## Geschichte
Das Bistum Azul wurde am 20. April 1934 durch Papst Pius XI. mit der Päpstlichen Bulle Nobilis Argentinae Nationis Ecclesia aus Gebietsabtretungen des Erzbistums La Plata errichtet und diesem als Suffraganbistum unterstellt. Am 11. Februar 1957 gab das Bistum Azul Teile seines Territoriums zur Gründung des Bistums Nueve de Julio ab.

## Bischöfe von Azul
- César Antonio Cáneva, 1934–1953
- Antonio José Plaza, 1953–1955, dann Erzbischof von La Plata
- Manuel Marengo, 1956–1982
- Emilio Bianchi di Cárcano, 1982–2006
- Hugo Manuel Salaberry Goyeneche SJ, seit 2006

## Weblinks

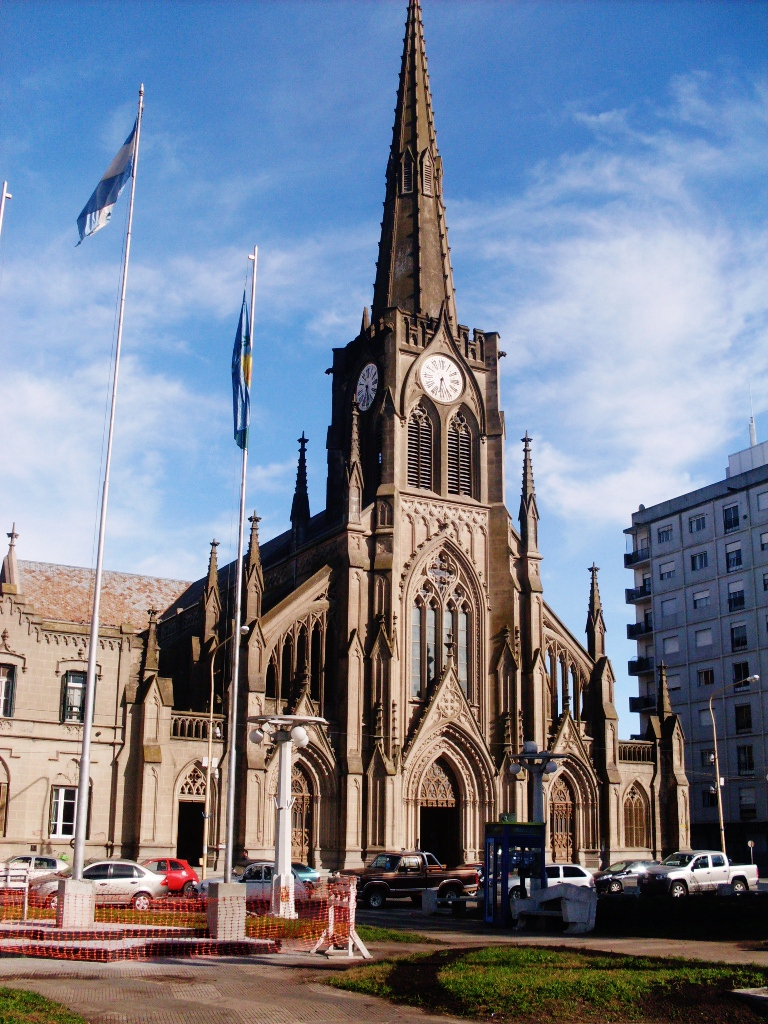
Kathedrale von Azul